# Cortiella cortioides
Cortiella cortioides är en flockblommig växtart som först beskrevs av C.Norman, och fick sitt nu gällande namn av M.F.Watson. Cortiella cortioides ingår i släktet Cortiella och familjen flockblommiga växter. Inga underarter finns listade i Catalogue of Life.